# Stadionplein
Stadionplein est une place du quartier sud (Oud-Zuid) d'Amsterdam qui a été aménagée dans les années 1920.

## Bâtiments remarquables
- Stade olympique d'Amsterdam